# مرضیه شاهدایی
مرضیه شاهدایی (زاده ۲۵ بهمن ۱۳۴۰) مهندس شیمی اهل ایران است. او به عنوان اولین زن شاغل در سطح مدیریتی وزارت نفت ایران در سال ۱۳۹۶ توسط بیژن زنگنه به عنوان معاون وزیر نفت ایران منصوب شد. او از آبان ۱۳۹۶ تا آذر ۱۳۹۸ قائم‌مقام وزیر نفت ایران بود و از آذر ۱۳۹۸ تا بهمن ماه  سال ۱۴۰۰ مدیرعامل شرکت پتروفرهنگ بود. قائم‌مقامی وزیر نفت، معاونت وزیر نفت در صنعت پتروشیمی، مدیرعاملی شرکت ملی صنایع پتروشیمی ایران، ریاست هیئت‌مدیره بهداشت و درمان وزارت نفت از جمله سمت‌های شاهدایی در سال‌های اخیر بوده‌است.